# Антонио Сењи
Антонио Сењи (итал. Antonio Segni; 2. фебруар 1891 — 1. децембар 1972) био је италијански политичар и државник. Био је на позицији председника Италије од 1962. године до 1964. године. Претходно је у два наврата био премијер Италије и заузимао многе министарске позиције. Један је од председника Италије који се најкраће задржао на тој позицији, и то због болести.